# Drosanthemum muirii
Drosanthemum muirii är en isörtsväxtart som beskrevs av L. Bol. Drosanthemum muirii ingår i släktet Drosanthemum och familjen isörtsväxter. Inga underarter finns listade i Catalogue of Life.